# Kanton Guise
Guise (in het Nederlands soms nog: Wieze) is een kanton van het Franse departement Aisne. Het kanton maakt deel uit van het arrondissement Vervins.

## Gemeenten
Het kanton Guise omvatte tot 2014 de volgende 19 gemeenten:
- Aisonville-et-Bernoville
- Audigny
- Bernot
- Flavigny-le-Grand-et-Beaurain
- Guise (hoofdplaats)
- Hauteville
- Iron
- Lavaqueresse
- Lesquielles-Saint-Germain
- Macquigny
- Malzy
- Marly-Gomont
- Monceau-sur-Oise
- Noyales
- Proisy
- Proix
- Romery
- Vadencourt
- Villers-lès-Guise

Ingevolge de herindeling van de kantons bij decreet van 21 februari 2014, met uitwerking op 22 maart 2015, werd het kanton uitgebreid tot volgende 45 gemeenten.
- Aisonville-et-Bernoville
- Audigny
- Barzy-en-Thiérache
- Bergues-sur-Sambre
- Bernot
- Boué
- Chigny
- Crupilly
- Dorengt
- Esquéhéries
- Étreux
- Fesmy-le-Sart
- Flavigny-le-Grand-et-Beaurain
- Grougis
- Guise
- Hannapes
- Hauteville
- Iron
- Lavaqueresse
- Leschelle
- Lesquielles-Saint-Germain
- Macquigny
- Malzy
- Marly-Gomont
- Mennevret
- Molain
- Monceau-sur-Oise
- La Neuville-lès-Dorengt
- Le Nouvion-en-Thiérache
- Noyales
- Oisy
- Proisy
- Proix
- Ribeauville
- Romery
- Saint-Martin-Rivière
- Tupigny
- Vadencourt
- La Vallée-Mulâtre
- Vaux-Andigny
- Vénérolles
- Grand-Verly
- Petit-Verly
- Villers-lès-Guise
- Wassigny